# You're Going Down
"You're Going Down" é uma canção escrita por Emma Anzai, Antonina Armato, Tim James, Shimon Moore, gravada pela banda Sick Puppies.
É o primeiro single do terceiro álbum de estúdio, lançado a 14 de Julho de 2009, Tri-Polar.

## Paradas
| Parada (2009)                                   | Posições |
| ----------------------------------------------- | -------- |
| Estados Unidos - Hot Mainstream Rock Tracks     | 2        |
| Estados Unidos - Alternative Songs              | 11       |
| Estados Unidos - Rock Songs                     | 8        |
| Estados Unidos - Bubbling Under Hot 100 Singles | 8        |
| Estados Unidos - Top Heatseekers                | 12       |